# Merionoeda vulpecula
Merionoeda vulpecula är en skalbaggsart som beskrevs av Holzschuh 2003. Merionoeda vulpecula ingår i släktet Merionoeda och familjen långhorningar. Inga underarter finns listade i Catalogue of Life.